# 로디온 말리놉스키
로디온 야코블레비치 말리놉스키(러시아어: Родио́н Я́ковлевич Малино́вский; 우크라이나어: Родіо́н Я́кович Малино́вський 로디온 야코비치 말리노우스키[*]; 1898년 11월 23일(율리우스력 11월 11일) – 1967년 3월 31일)는 소련의 군사령관이자 소비에트 연방원수이다. 그는 1957년부터 1967년까지 소련의 국방상으로 재직하며 소련 육군 강화에 기여했다.
오데사의 가난한 우크라이나인 가정에서 태어난 말리놉스키는 제1차 세계 대전 중 러시아 제국 육군에 자원 입대하여 독일 전선과 서부 전선에서 뛰어난 활약을 펼쳤다. 그는 10월 혁명이 발발했을 때 프랑스의 러시아 군단에서 복무 중이었으며, 이후 러시아로 돌아와 러시아 내전에서 붉은 군대에 합류했다. 미하일 프룬제 군사 대학을 졸업한 후, 말리놉스키는 스페인 내전 동안 공화파 편에서 싸우기 위해 자원했으며, 그곳에서 다시 큰 공을 세워 나중에 그의 공로를 인정받아 레닌 훈장과 적기훈장을 받았다.
말리놉스키는 독일 침공 초기 단계에서 몇 안 되는 유능한 소련 장군 중 한 명으로 부상했다. 그는 1942년 12월 스탈린그라드에서 소련의 승리에 결정적인 역할을 했으며, 드네프르-카르파티아 공세 이후 독일군을 우크라이나에서 몰아내는 데 일조했다. 그는 이어서 소련군의 발칸반도 진격을 지휘하여 루마니아가 연합국 측으로 전환하도록 강요했고, 이 공로로 이오시프 스탈린에 의해 소비에트 연방원수로 임명되었다. 그는 또한 부다페스트, 빈, 프라하 해방에 참여하여 중유럽에서 소련의 군사적 우위를 확고히 했다. 1945년 5월 독일 항복 이후, 말리놉스키는 극동으로 전출되어 만주 전략공세작전에서 일본의 관동군을 격멸했다. 그는 이 공로로 소련의 최고 훈장인 소비에트 연방영웅 칭호를 받았다.
전쟁 후 말리놉스키는 극동에 남아 중요한 지휘를 연이어 맡았다. 스탈린 사망 후, 니키타 흐루쇼프는 말리놉스키를 모스크바로 불러들여 소련 지상군 총사령관으로 임명했다. 1957년, 그는 해임된 게오르기 주코프를 대신하여 국방부 장관이 되었고, 사망할 때까지 이 직책을 수행했다. 말리놉스키는 재래전의 중요성을 강력히 옹호했으며, 소련의 군사 정책에 대한 흐루쇼프의 미사일 기반 접근 방식과 미묘한 균형을 유지했다. 그는 1964년 흐루쇼프 실각 이후 군사 문제에서 상당한 자율성을 유지했다. 말리놉스키는 1967년 3월 췌장암으로 사망했으며, 러시아와 소련 역사상 가장 중요한 군사 지도자 중 한 명으로 기억된다.

## 초기 생애

### 제1차 세계 대전 전과 중
우크라이나인인 말리놉스키는 오데사에서 아버지가 사망하거나 가족을 버린 후 편모 슬하에서 태어났다. 그의 아버지의 민족적 배경은 논란의 여지가 있다. 일부는 그가 카라이트 유대인이라고 주장한다. 그러나 다른 이들은 그가 탐보프현의 귀족 가문 후손이라고 주장한다. 말리놉스키의 어머니는 곧 도시를 떠나 남러시아의 시골로 가서 결혼했다. 그녀의 남편인 빈곤한 농부는 그녀의 아들을 입양하기를 거부했고 말리놉스키가 겨우 13살이 되었을 때 그를 내쫓았다. 노숙자 소년은 농장 일꾼으로 일하며 생계를 유지했고, 결국 오데사에 있는 이모 가족에게서 피난처를 얻어 잡화점에서 심부름꾼으로 일했다.
1914년 7월 제1차 세계 대전이 시작된 후, 당시 15세에 불과했던 (군 복무에는 너무 어렸던) 말리놉스키는 독일 전선으로 향하는 군용 열차에 숨었지만 발각되었다. 그는 그럼에도 불구하고 지휘관들을 설득하여 자원입대했고, 기관총 부대에서 최전선 참호에서 복무했다. 1915년 10월, 독일군의 공격을 격퇴한 공로로 그는 첫 군사 상인 성 게오르기 훈장 4급을 받았고 상등병으로 진급했다. 곧이어 그는 심하게 부상을 입고 병원에서 몇 달을 보냈다.

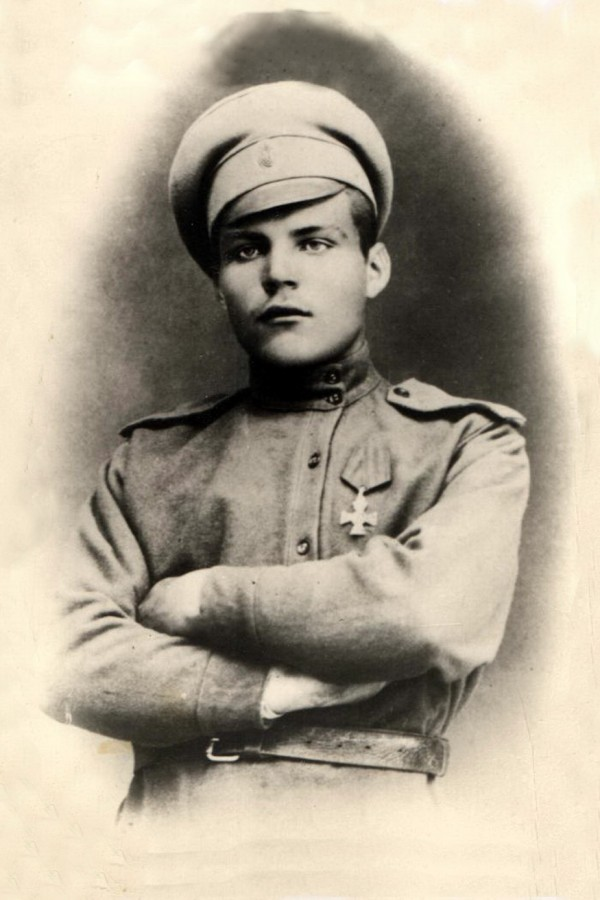
제1차 세계 대전 당시 말리놉스키

회복 후, 그는 1916년 서부 전선 프랑스 주둔 러시아 원정군의 일원으로 프랑스로 파견되었다. 말리놉스키는 브리옹 요새 근처의 격전지에서 싸웠고 병장으로 진급했다. 그는 왼쪽 팔에 심각한 부상을 입었고 프랑스 정부로부터 훈장을 받았다. 러시아에서 볼셰비키 혁명이 일어난 후, 프랑스 정부는 일부 러시아 부대를 해체했지만, 다른 부대들은 모로코 사단에 배속된 러시아 군단이라는 새로 창설된 부대로 전환되었다. 말리놉스키는 전쟁이 끝날 때까지 독일군과 싸웠다. 이 기간 동안 그는 프랑스의 크루아 드 게르를 수상하고 선임 부사관으로 진급했다.

### 전간기
그는 1919년 오데사로 돌아와 내전 중 백군에 맞서 붉은 군대에 입대했으며 시베리아에서 뛰어난 활약을 펼쳤다. 그는 분쟁이 끝난 후에도 군에 남아 하급 지휘관 훈련 학교에서 공부하며 소총 대대장으로 승진했다. 1926년, 그는 소련 공산당원이 되었는데, 이는 군대에서 진급하기 위한 전제 조건이었다.
1927년, 말리놉스키는 엘리트 미하일 프룬제 군사 대학에 입학하여 공부했다. 그는 1930년에 졸업했고, 다음 7년 동안 참모장으로 제3기병군단의 참모장이 되었으며, 그의 지휘관은 이오시프 스탈린의 총애를 받는 세묜 티모셴코였다.
1936년 스페인 내전이 시작된 후, 말리놉스키는 프란시스코 프랑코 장군의 우익 민족주의자들과 그들의 이탈리아 및 독일 동맹국들에 맞서 공화파를 위해 싸우기 위해 자원했다. 그는 여러 주요 작전의 계획 및 지휘에 참여했다. 1938년, 그는 모스크바로 돌아와 스페인에서의 공로를 인정받아 최고의 소련 훈장인 레닌 훈장과 적기훈장을 받았고, 미하일 프룬제 군사 대학의 선임 강사로 임명되었다.
1941년 봄, 당시 국방인민위원회에서 근무하던 티모셴코는 독일 국방군이 비밀리에 바르바로사 작전을 준비하면서 소련 국경에 대규모 독일군이 집결하는 것에 경각심을 느꼈다. 붉은 군대 야전 지휘부를 강화하기 위해 그는 군사 학교에서 일부 최고 장교들을 야전 부대로 파견했다. 말리놉스키는 소장으로 진급했고, 오데사 군관구의 새로 창설된 제9군 제48소총군단을 지휘하게 되었다. 전쟁 시작 일주일 전, 말리놉스키는 자신의 군단을 루마니아 국경 근처에 배치했다.

## 제2차 세계 대전

### 초기 임무
1941년 6월 독일이 소련을 침공한 후, 붉은 군대는 막대한 패배를 겪고 수십만 명의 병력을 독일군 포위망에서 잃었지만, 말리놉스키는 유능한 장군으로 부상했다. 세 부분으로 형성된 소총 사단으로 구성된 그의 군단은 프루트강을 따라 전격전을 맞았다. 일반적으로 붉은 군대 장군들은 최전선 뒤에서 병력을 지휘했지만, 말리놉스키는 전투의 중요한 전선으로 가서 병사들과 함께하며 그들을 격려했다. 독일 국방군을 막지 못한 말리놉스키는 흑해 해안을 따라 후퇴해야 했고, 동시에 그의 병력을 포위하려는 적의 시도를 좌절시켰다. 독일군은 니콜라예프에서 그의 군단을 궁지로 몰아넣는 데 성공했지만, 말리놉스키는 포위망을 뚫고 드니프로페트로우스크로 후퇴했다.
8월에 그는 심하게 손상된 제6군의 참모장으로 진급했고, 곧 그 지휘관을 교체했다. 그는 전선의 그의 구역에서 독일군의 진격을 저지했고 중장으로 진급했다. 붉은 군대가 돈바스로 후퇴한 후, 말리놉스키는 제6군과 제12군의 합동 작전을 지휘하여 독일 국방군을 그 지역에서 몰아내는 데 성공했다. 1941년 12월, 말리놉스키는 세 개의 약한 야전군과 두 개의 사단 규모의 기병 군단으로 구성된 남부 전선군의 지휘를 맡았다. 병력과 장비가 부족했지만, 말리놉스키는 6개월간의 전투 후 피로와 부족에 시달리던 독일군의 방어선을 깊숙이 뚫고 들어가는 데 성공했다.

### 하리코프 전투
1942년 5월 12일, 말리놉스키와 티모셴코의 총지휘 아래 있던 남서부 전선군은 제2차 하리코프 전투에서 합동 공격을 개시하여 독일군을 100 킬로미터 (62 mi) 뒤로 밀어냈다. 티모셴코는 붉은 군대의 공격 능력을 과대평가하여 큰 패배를 겪었다. 스탈린은 그의 최고 군사 고문들의 반대에도 불구하고 불운한 하리코프 공격을 지지했지만, 말리놉스키가 고의적으로 그의 병력을 실패시켰다고 의심하기 시작했다 (그는 말리놉스키가 제1차 세계 대전 중 프랑스에 머물면서 외국 이해관계와 연계를 맺고 유지했다고 우려했다). 1942년 7월, 남부 전선군은 전투에서 제외되었고, 그 부대와 참모는 말리놉스키의 지휘 아래 (또한 전선군의 부사령관이 됨) 북캅카스 전선군으로 돈 작전 집단으로 이전되었다. 스탈린은 말리놉스키에게 독일 A 집단군이 로스토프나도누와 캅카스의 중요한 유전에 침투하는 것을 막으라고 명령했다. 독일군은 말리놉스키보다 상당한 기술적 우위를 가지고 있었고, 그의 약한 방어선을 뚫고 들어왔다. 그 결과, 스탑카는 9월에 돈 작전 집단을 해체했다.

### 스탈린그라드와 우크라이나 전선
붉은 군대는 스탈린그라드 전투에서 독일군에 의해 심하게 압박받았고, 스탈린은 급히 편성된 제66군의 지휘권을 말리놉스키에게 맡겨 스탈린그라드 북동쪽의 방어선을 지키도록 했다. 동시에 스탈린은 스탈린그라드에서 그의 최고 정치 장교로 복무하던 니키타 흐루쇼프에게 말리놉스키를 "주시하라"고 명령했다.
제66군은 전투 경험이 없었지만, 이것은 말리놉스키가 병력과 장비 모두에서 거의 완전한 전력을 갖춘 부대를 지휘한 전쟁 중 처음이었다. 1942년 9월과 10월에 그는 공세에 나섰다. 그의 영토 획득은 미미했지만, 그는 독일군이 북쪽에서 스탈린그라드를 포위할 기회를 막았고, 진격이 늦어진 독일군은 도시로 진격하기로 결정했다. 그달 말, 스탑카는 말리놉스키를 보로네시 전선군으로 그 부사령관으로 파견했다. 1942년 12월, 그는 다시 스탈린그라드로 파견되었다. 그곳에서 붉은 군대는 그 시점까지 전쟁에서 가장 큰 성공을 거두었다. 11월 22일, 붉은 군대 전선군은 독일 제6군을 포위했다. 에리히 폰 만슈타인 원수가 지휘하는 돈 집단군은 스탈린그라드 서쪽 150 킬로미터 (93 mi) 떨어진 코텔니코보 (볼고그라드주) 마을에 장갑차 병력을 집결시켜 제6군을 구하기 위한 필사적인 반격을 시작했다.
말리놉스키는 강력한 소련 제2근위군을 이끌고 호트에 맞섰다. 치열한 전투에서 그는 독일군을 후퇴시키고, 깊이 배치되고 잘 준비된 독일군 방어선을 돌파하며 코텔니코보 군집단을 격파했다. 이것은 제2차 세계 대전에서 독일이 패배한 첫 대규모 기갑 충돌이었다. 말리놉스키의 승리는 스탈린그라드 포위망에 갇힌 25만 명의 독일군과 다른 추축국 병사들의 운명을 결정지었다. 스탈린은 말리놉스키를 대장으로 진급시키고 뛰어난 장군으로서의 최고 소련 훈장인 수보로프 훈장 1급을 수여했다.
1943년 2월, 말리놉스키는 남부 전선군의 지휘를 다시 맡았고, 2주도 채 안 되어 만슈타인을 로스토프나도누에서 몰아내고 붉은 군대가 우크라이나로 진격하는 길을 열었다. 1943년 3월, 스탈린은 그를 육군대장으로 승진시키고, 산업적으로 부유한 돈바스에서 독일군을 몰아내는 임무를 맡긴 남서부 전선군 지휘를 맡겼다. 10월 중순의 기습 공격을 통해 말리놉스키는 이 지역의 주요 도시인 자포리자에서 대규모 독일군을 기습하여 점령하는 데 성공했다. 이 작전은 남부의 독일군을 분열시키고 크림반도의 독일군을 동부 전선의 나머지 독일군으로부터 고립시켰다.
10월 20일, 남서부 전선군은 제3우크라이나 전선군으로 재명명되었다. 1943년 12월부터 1944년 4월까지 말리놉스키는 독일 남부집단군을 격파하고 남부 우크라이나의 대부분을 해방시켰는데, 여기에는 헤르손, 니콜라예프 그리고 그의 고향인 오데사가 포함되었다. 그 무렵, 흐루쇼프의 의견에 따르면 스탈린은 말리놉스키의 충성심에 훨씬 더 확신을 가졌다.

### 루마니아와 헝가리

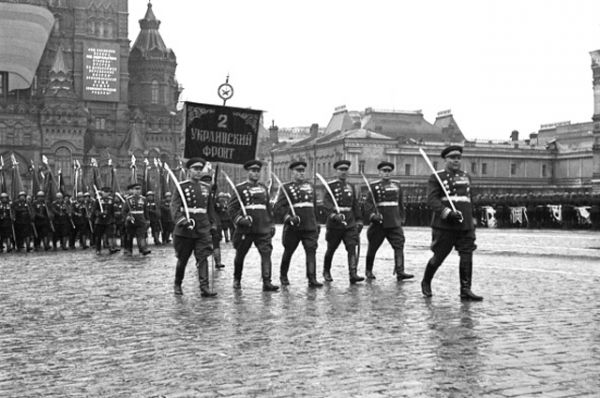
1945년 모스크바 승리 퍼레이드에서 제2우크라이나 전선군 부대를 이끄는 말리놉스키.

1944년 5월, 말리놉스키는 제2우크라이나 전선군으로 전임되었다. 그는 잔존 소련 영토에서 독일군을 축출하고 이반 코네프 원수와 표도르 톨부힌 육군대장 (말리놉스키의 이전 지휘권이었던 소규모 제3우크라이나 전선군을 인계받음)과 함께 발칸반도 침공에 참여했지만 실패했다. 그러나 1944년 8월 말부터 9월 초까지 이어진 제2차 이아시-키시뇨프 공세 동안, 말리놉스키는 고도로 성공적인 소련판 전격전을 펼쳤다. 그는 톨부힌과 함께 약 215,000명의 독일군과 200,000명의 루마니아군을 격파하거나 포로로 잡았고, 이로 인해 루마니아는 친독파 콘두커토르 이온 안토네스쿠를 전복시키고 추축국에서 연합국 진영으로 전환하게 되었다 (참조 제2차 세계 대전 기간의 루마니아). 승리한 스탈린은 말리놉스키를 모스크바로 불러들였고, 1944년 9월 10일 그를 소비에트 연방원수로 임명했다. 말리놉스키는 또한 루마니아의 연합군 위원회의 명목상 수장이었다 (블라디슬라프 페트로비치 비노그라도프가 대표했다).
그는 계속해서 공세를 펼쳐 남은 소련 영토에서 독일군을 몰아내고 트란실바니아알프스산맥을 넘어 트란실바니아 (헝가리 지배하의 북부 트란실바니아로 진입)로 진격했으며, 1944년 10월 20일 대규모 추축국 병력의 방어를 뚫고 데브레첸을 점령했다. 그의 병력은 몇 달간의 전투로 지쳐 재보급이 필요했지만, 스탈린은 말리놉스키에게 헝가리 수도 부다페스트를 점령하여 빈으로 가는 길을 열고 서방 연합군보다 먼저 빈을 점령하라고 명령했다. 톨부힌과 루마니아의 루마니아 제1군 및 루마니아 제4군의 도움으로 말리놉스키는 스탈린의 명령을 수행했고, 어떤 대가를 치르더라도 부다페스트를 방어하려는 아돌프 히틀러의 결의에 맞섰다. 독일군과 그들의 헝가리 화살십자당 동맹국들은 부다페스트를 "독일의 스탈린그라드"로 만들려고 노력했다. 히틀러는 그의 장갑 부대 대부분 (6개의 무장친위대 사단과 5개의 육군 장갑 사단 포함; 독일 국방군 장갑의 1/4)을 투입하여 폴란드와 프로이센에서 붉은 군대와 싸우는 독일군과 라인강에서 서방 연합군과 교전하는 병력을 약화시켰다. 말리놉스키의 전략적 및 작전적 기술은 그의 병력의 약점을 극복하고 극도로 가혹한 전투 끝에 1945년 2월 13일 부다페스트를 정복할 수 있게 했다. 그는 70,000명의 포로를 잡았다. 서쪽으로 계속 진격한 말리놉스키는 슬로바키아에서 독일군을 격파하고 브라티슬라바를 해방했으며, 1945년 4월 4일 빈을 점령했고, 마침내 1945년 4월 26일 체코슬로바키아에서 두 번째로 큰 도시인 브르노를 해방시켰다.
이러한 새로운 승리들은 유럽의 다뉴브 심장부에 대한 소련의 우위를 확립했다. 이에 스탈린은 그에게 당시 소련의 최고 군사 훈장인 승리 훈장을 수여했다. 말리놉스키는 체코의 브르노 해방으로 유럽 전역에서의 전역을 마쳤으며, 그의 부대와 미군 선봉대와의 환영 만남을 지켜보았다.

### 일본 전선과 극동 사령부
1945년 독일 항복 이후, 말리놉스키는 러시아 극동으로 전임되어 트란스바이칼 전선군을 지휘하게 되었다. 1945년 8월, 그는 알렉산드르 바실렙스키의 총지휘 아래 전쟁의 마지막 소련 공세 동안 병력을 이끌었다. 바실렙스키의 병력은 70만 명에 달하는 일본 관동군이 점령하고 있던 만주를 침공하여 10일 만에 일본군을 격파했다. 말리놉스키는 소련의 최고 영예인 소비에트 연방영웅 칭호를 받았으며, 스탈린 자신에 의해 소련 최고 소비에트의 일원으로 임명되었다. 일본 항복 후, 말리놉스키는 극동 군관구의 최고 사령관이 되었다. 소련의 북한 점령 기간 동안, 말리놉스키는 조선인민군의 창설과 훈련에 영향력 있는 인물이었으며, 6.25 전쟁 초기 단계에서도 그들을 계속 지원했다.

## 국방부 장관

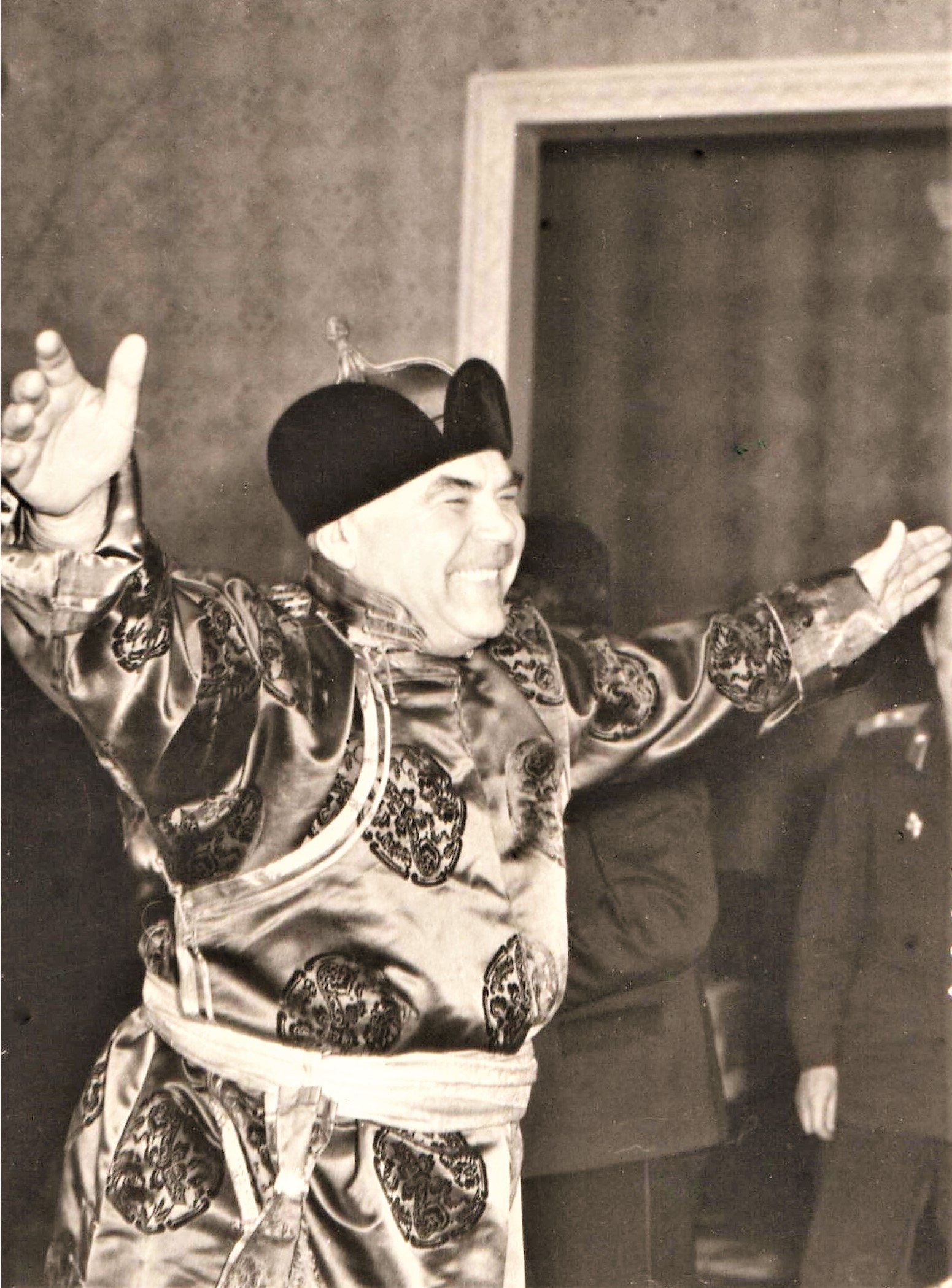
1961년 몽골 공식 방문 중 전통 몽골 의상을 입고 있는 말리놉스키 국방부 장관

1953년 스탈린 사망 후, 흐루쇼프가 소련의 지도자가 되었고, 탈스탈린화 과정과 크렘린 내 권력 통합 과정에서 그는 말리놉스키를 소련 육군 총사령관 겸 국방부 장관 게오르기 주코프 원수의 제1부장으로 승진시켰다. 말리놉스키의 소련 당-국가 위계에서 높은 지위를 확인하기 위해 그는 공산당 중앙위원회 정식 위원으로 선출되었다. 1957년 10월, 주코프의 정치적 야망을 우려하게 된 흐루쇼프는 주코프를 해임하고 말리놉스키에게 그의 장관직을 맡겼고, 말리놉스키는 사망할 때까지 이 직책을 수행했다.

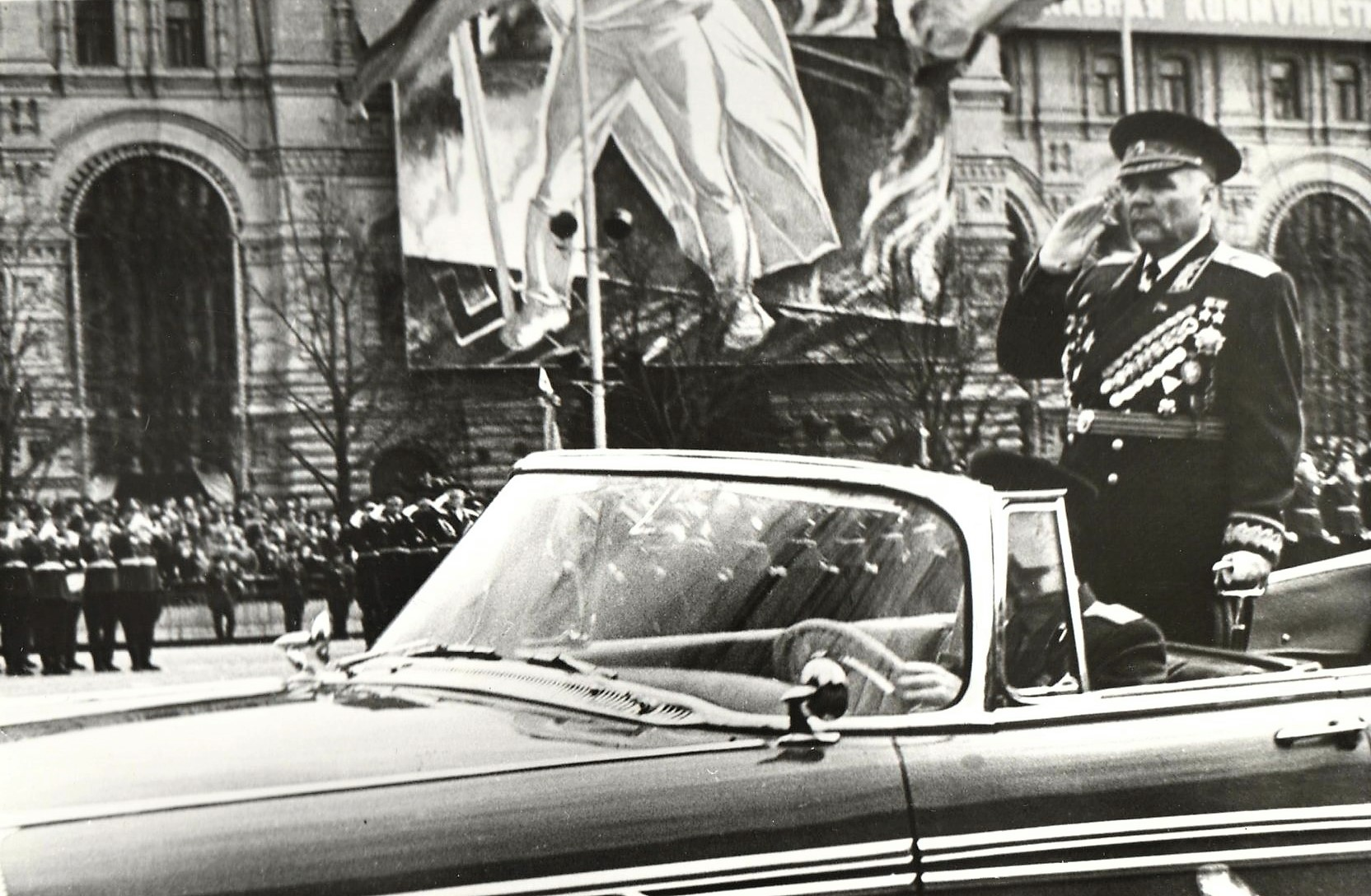
1965년 5월 9일 1965년 모스크바 승리의 날 퍼레이드에서 경례를 받는 말리놉스키.

흐루쇼프의 개인적인 친구였음에도 불구하고, 말리놉스키는 군사 문제에 대해 독립적인 입장을 유지했다. 흐루쇼프와 소련 군부의 여러 구성원들은 미래의 전쟁이 핵미사일 공격으로 승리할 것이라고 확신했다. 그들은 미사일 개발에 대한 주요 투자를 옹호하고 재래식 병력의 급격한 감축을 주장했다. 말리놉스키는 전략 핵미사일 채택을 지지했지만, 전쟁의 주요 무기라기보다는 유용한 전쟁 억지력으로 보았다. 그는 광범위한 군대의 개념을 개발하고, 전쟁의 성격이 변했지만 결정적인 요소는 여전히 현대 군사 기술에 능숙하고 적의 영토를 정복하고 통제할 수 있는 상비군이 될 것이라고 강력하게 주장했다. 이 시기 소련의 군사 정책은 말리놉스키와 흐루쇼프의 견해 사이의 타협이었다.
세계를 핵 재앙의 위기로 몰아넣은 쿠바 미사일 위기는 말리놉스키를 소외시켰다. 위기 이후, 그는 군사 간행물에서 군대가 소련의 전략 정책 수립에 더 큰 발언권을 가져야 한다고 공개적으로 요구했다. 흐루쇼프에 대한 군대의 불만은 당 내 쿠데타를 부추겼고, 이는 1964년 10월 흐루쇼프의 실각으로 이어졌다. 새로운 당 지도부는 자율적이고 전문적인 군사 기구에 대한 말리놉스키의 요구와 군대의 균형 잡힌 발전 개념을 받아들였다. 다음 달 루마니아에서 열린 소련과 중국 대표단 회의에서 말리놉스키는 이미 중소 분쟁으로 깊게 금이 간 중소 관계를 더욱 악화시켰다. 역사학자 다니엘 리제는 흐루쇼프 실각 이후 가능해 보였던 관계 개선이 "증발했다"고 언급하며, 술에 취한 말리놉스키가 모스크바 주재 중국 대표단 일원인 중국 원수 허룽에게 접근하여 소련 공산당이 흐루쇼프를 제거한 방식처럼 중국이 언제 마오쩌둥을 마침내 제거할 것인지 물었다고 한다. "우리는 이미 흐루쇼프를 제거했다. 당신들도 마오쩌둥을 제거해야 한다." 분노한 허룽은 이 사건을 중국 주석 저우언라이에게 보고했고, 저우언라이는 다시 소련 주석 레오니트 브레즈네프에게 보고했다. 중국은 소련의 사과를 받아들이지 않았다.
말리놉스키는 베트남 전쟁에 대한 미국의 개입에 강력히 반대하며 미국이 "베트남 인민에 대한 살인적인 전쟁"을 벌이고 있다고 비난했다. 미국의 공격이 격화되자 말리놉스키는 대규모 소련군 증강을 촉구했다. 그는 또한 중국 정부가 북베트남에 대한 소련의 원조를 방해하고 있다고 비난하며 중국의 전쟁 개입을 비판했다.

## 사망 및 유산
말리놉스키는 1967년 3월 31일 췌장암으로 사망했다. 그는 국장으로 장례를 치렀고 화장되었다. 그의 유골함은 크렘린 벽 묘지에 안치되었다. 정부는 그의 이름을 모스크바의 주요 소련 군사 전차 부대 아카데미와 제10친위 우랄스코-리보프스카야 전차 사단에 붙였다. 말리놉스키는 소련의 붕괴 이후에도 러시아 역사상 가장 중요한 군사 지도자 중 한 명으로 계속해서 여겨졌다.

## 수상
러시아 제국
|  | 성 게오르기 훈장, 3급 |
|  | 성 게오르기 훈장, 4급 |

소련 훈장
|  | 소비에트 연방영웅, 2회 (1945년 9월 8일, 1958년 11월 22일)                                            |
|  | 승리 훈장 (제8호, 1945년 4월 26일)                                                                   |
|  | 레닌 훈장, 5회 (1937년 7월 17일, 1941년 11월 6일, 1945년 2월 21일, 1945년 9월 8일, 1958년 11월 22일) |
|  | 적기훈장, 3회 (1937년 10월 22일, 1944년 11월 3일, 1950년 11월 15일)                                  |
|  | 수보로프 훈장, 1급, 2회 (1943년 1월 28일, 1944년 3월 19일)                                           |
|  | 쿠투조프 훈장, 1급 (1943년 9월 17일)                                                                 |
|  | 스탈린그라드 방어전 메달                                                                             |
|  | 캅카스 방어전 메달                                                                                   |
|  | 오데사 방어전 메달                                                                                   |
|  | 부다페스트 점령 메달                                                                                 |
|  | 빈 점령 메달                                                                                         |
|  | 일본 승리 메달                                                                                       |
|  | 1941-1945년 대조국전쟁 승리 메달                                                                     |
|  | 대조국전쟁 승리 20주년 기념 메달                                                                     |
|  | 붉은 군대 20주년 기념 메달                                                                           |
|  | 소련군 및 해군 30주년 기념 메달                                                                      |
|  | 소련군 40주년 기념 메달                                                                              |

외국 훈장
|   | 몽골 인민혁명 25주년 메달 (몽골, 1946)                    |
|   | 수흐바타르 훈장 (몽골, 1961)                              |
|   | 적기훈장 (몽골, 1945)                                     |
|   | 일본 승리 메달 (몽골, 1946)                               |
|   | 인민영웅훈장 (유고슬라비아, 1964년 5월 27일)              |
|   | 파르티잔성훈장 금장 (유고슬라비아, 1956)                  |
|   | 백사자훈장, 1급 (체코슬로바키아, 1945)                    |
|   | 백사자 군사훈장, 1급 (체코슬로바키아, 1945)               |
|   | 체코슬로바키아 전쟁 십자훈장 (체코슬로바키아, 1945)       |
|   | 두클라 고개 전투 기념 메달 (체코슬로바키아, 1959)         |
|   | 슬로바키아 국민봉기 25주년 메달 (체코슬로바키아, 1965)    |
|   | 훈공장 최고사령관 (미국, 1946)                            |
|   | 레지옹 도뇌르 대장 (프랑스, 1945)                         |
|   | 크루아 드 게르 (프랑스, 1916)                             |
|   | 크루아 드 게르 (프랑스, 1945)                             |
|   | 조국 수호 훈장, 1급, 2급, 3급 (루마니아, 모두 1950)       |
|   | 파시스트 압제로부터의 해방 메달 (루마니아, 1950)          |
|   | 헝가리 공화국 공로훈장, 1급 (헝가리 공화국, 1947)         |
|   | 헝가리 공로훈장, 2회 (1950, 1965)                         |
|   | 헝가리 자유훈장 (1946)                                    |
|   | 인도네시아 공화국성, 2급 (인도네시아, 1963)               |
|   | 위대한 공로 군사훈장, 1급 (인도네시아, 1962)              |
|   | 불가리아 인민군 20주년 메달 (1964)                        |
|   | 빛나는 깃발 훈장, 1급 (중화인민공화국, 1946)              |
|   | 중소우호훈장 (중국, 1956)                                 |
|   | 군사 공로 훈장, 1급 (모로코, 1965)                        |
|   | 국기훈장, 1급 (북한, 1948)                                |
|   | 조선해방메달 (1948)                                       |
| ? | 조국해방전쟁 승리 40주년 기념훈장 (북한, 1985, 사후 추서) |
|   | 무장 형제애 메달, 1급 (동독, 1966)                        |
| ? | 독립 십자훈장 (멕시코, 1964)                              |

## 내용주
1. ↑  Сын маршала Малиновского: «Поприветствовав отца матом, Жуков тут же получил адекватный ответ». fakty.ua (13 февраля 2013). Дата обращения: 29 июля 2023. Архивировано 29 июля 2023 года.
2. ↑  Соколов Б. В. По линии Буниных? // Родина, 2011, № 5.
3. ↑  Böhme, K. W. (1966). 《Die deutschen Kriegsgefangenen in sowjetischer Hand. Eine Bilanz》 (독일어). München. 112쪽. OCLC 246020642.
4. ↑  “Ein schwarzer Tag für die Deutschen”. 《Siebenbürgische Zeitung》 (독일어). 2004년 8월 22일.
5. ↑  Cioroianu, Adrian (2005). 《Pe umerii lui Marx. O introducere în istoria comunismului românesc》 (루마니아어). 부쿠레슈티: 에디투라 쿠르테아 베체. 59쪽. ISBN 973-669-175-6.
6. ↑  Roderick MacFarquhar, The Origins of the Cultural Revolution: The Coming Cataclysm, 1961 – 1965. (Oxford: Oxford University Press, 1997), p.365.
7. ↑  Daniel Leese, Mao Cult: Rhetoric and Ritual in China's Cultural Revolution (Cambridge University Press, 2011) p.84.
8. ↑  Jan Ludvik, 'Nuclear Asymmetry and Deterrence: Theory, Policy and History' (Routledge, 2017) p.63.
9. ↑  “Malinovsky Accuses U.S.”. 《더 뉴욕 타임즈》 (영어). 2024년 1월 21일에 확인함.
10. ↑  “Malinovsky Criticizes Peking”. 《더 뉴욕 타임즈》 (영어). 2024년 1월 21일에 확인함.